# Richmond Park

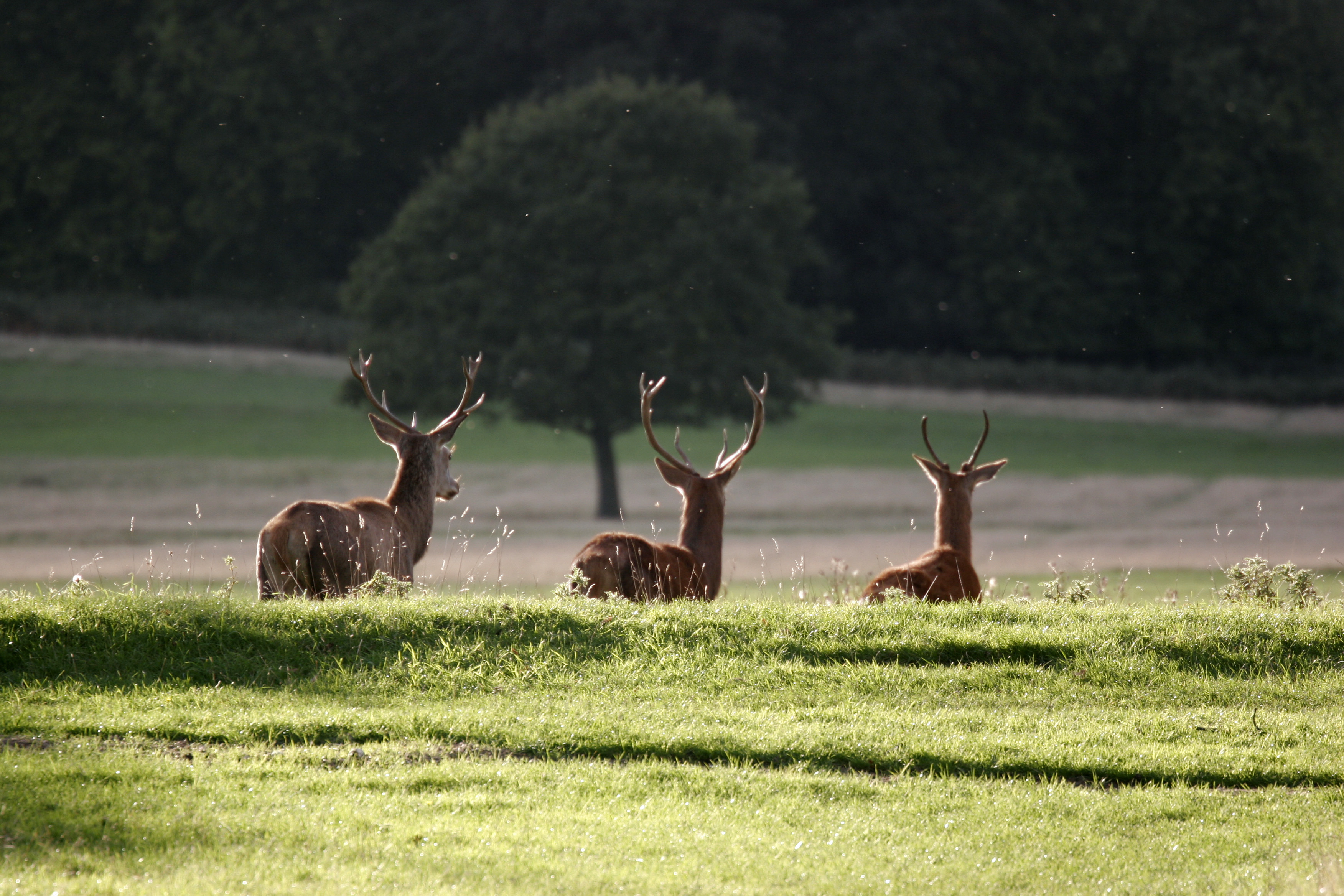
Skupina jelenů v Richmond Parku

Richmond Park je největším královským parkem v Londýně. Nachází se v obvodu Richmond.

## Popis
Původně zemědělská půda byla používána jako královská jelení honitba a k uzavření parku došlo až v roce 1637. Park byl znovu otevřen pro veřejnost v 18. století. Plocha parku je 10 km² a jde tak o největší příměstský park Evropy.[zdroj?]
V parku se nachází Isabelina plantáž, důležitá a přitažlivá zalesněná zahrada a nejvýznamnější turistická atrakce parku. Z pahorku krále Jindřicha VIII. je nádherný výhled na katedrálu svatého Pavla, vzdálenou 19 km.
Z Pembroke Lodge, původně domova 1. hraběte z Russelu, je nyní restaurace, která stojí ve své vlastní zahradě. Poblíž White Lodge sídlila i Královská baletní škola. V parku, plném stromů a keřů, našlo domov mnoho zvěře, například volně se pohybující červení a plaví jeleni nebo roháči. Hojný je i celoroční výskyt divokých papoušků druhu aratinga zelený.

## Doprava
Parkem vede veřejná silnice, i když je průjezdná jen v době, kdy je otevřen. Maximální rychlost je omezena na 32 km/h a není povolen vjezd komerčních vozidel s výjimkou taxi.
Park je ohraničen vysokou zdí s několika branami. Sheen Gate, Richmond Gate, Ham Gate, Kingston Gate a Roehampton Gate jsou brány, kterými je možno vjet autem. Brána Robin Hood Gate byla v roce 2003 uzavřena pro vjezd motorových vozidel, aby se snížil provoz v parku.
Existují zde i cesty pro projížďky na koni a cyklistické stezky.